# Trachelas amabilis
Trachelas amabilis là một loài nhện trong họ Trachelidae.
Loài này thuộc chi Trachelas. Trachelas amabilis được Eugène Simon miêu tả năm 1878.